# Bamba Nourgo
Bamba Nourgo, né le 19 février 1970,, est un coureur cycliste de Côte d'Ivoire.
Il a notamment remporté à trois reprises le Tour de l'est international en 1996, 1997 et 1998, épreuve dont il demeure le recordman.

## Palmarès
- 1994
  - 7e étape du Tour du Faso
  - 6e du Tour du Faso

- 1996
  - Tour de l'est international

- 1997
  - Tour de l'est international
  - 3e du Tour du Faso

- 1998
  - Tour de l'est international